# Harvie Krumpet
Harvie Krumpet es un cortometraje de animación australiano, hecho en Melbourne por Adam Elliot. Este film de 23 minutos de duración ganó el Premio de la Academia como Mejor cortometraje de Animación en el año 2003, además de numerosos premios en festivales de cine y el premio del Instituto Australiano del Cine 2004 como mejor animación. El cortometraje fue narrado por el actor australiano Geoffrey Rush.

## Trama
La historia se centra en la vida de Harvek Milos Krumpetzki, nacido en Polonia en 1922. Al inicio de la Segunda Guerra Mundial llega a Spotswood, Australia, como refugiado y cambia su nombre por el de "Harvie Krumpet". A pesar de vivir una vida signada por la mala suerte -como padecer síndrome de Tourette, ser alcanzado por un rayo, y perder uno de sus testículos - Harvie se mantiene optimista, viviendo siempre su forma de vida excéntrica, casándose con una enfermera que conoce en un hospital y criando una hija adoptiva, que nació sin brazos, producto de que su madre biológica tomó Talidomida. 
A lo largo de su vida signada por el desastre, la gente alrededor de Harvie va y viene, pero hasta el final Harvie se maravilla con el simple placer de la vida. En uno de los episodios centrales de su vida, Harvie se sienta en el banco de un parque cerca de la estatua de Horacio que reza su famosa frase "Carpe Diem", lo que lo inspira a hacer muchos cambios en su vida, como volverse naturista y pelear por los derechos de los animales.